# Хорст Весел
Хорст Весел (рођен 9. октобар 1907. године, у Билефелду; убијен 23. фебруара 1930. године у Берлину) је био припадник СА и Нацистичке партије. Написао је песму Заставе високо, која је постала химна Нацистичке партије.